# Sivaix
El Sivaix (en ucraïnès: Сива́ш, Sivaix; i en rus: Сиваш, Sivaix; en tàtar de Crimea: Sıvaş) és un sistema de maresmes i albuferes o llacunes poc profundes localitzades vora la costa occidental del mar d'Azov, al litoral nord-est de Crimea (Ucraïna). També és conegut com la mar Podrida (en ucraïnès: Гниле́ Мо́ре, Hnilé More; en rus: Гнилое Море, Gniloie Mórie; en tàtar de Crimea: Çürük Deniz).

## Geografia
El Sivaix separa gran part de la península de Crimea de la Ucraïna continental (continent Europeu) i està separat del mar d'Azov, a l'est, per la llarga llengua sorrenca de la fletxa d'Arabat (Араба́тська стрі́лка); està unit al mar pel grau o petit estret de Henítxesk (Гені́чеська протока) mentre que a l'oest, l'istme de Perekop (Перекопський перешийок) el separa de la badia de Karkinit (Каркінітська затока), al mar Negre. Fa uns 200 km de longitud i uns 35 km d'ample i té una extensió de 2.560 km².
Administrativament, la ribera meridional pertany a la República Autònoma de Crimea i la septentrional, a l'óblast de Kherson.
El Sivaix es caracteritza per la seva poca profunditat –la màxima és de 3 metres i la mitjana varia entre els 50 cm i un metre–, cosa que provoca un important reescalfament de les seves aigües a l'estiu i que és la causa d'una olor particular que li ha valgut el nom de mar Podrida. Aquest escalfament, acompanyat d'una gran evaporació, fa que les seves aigües siguin extremadament salades. El fons està recobert d'una capa de llim de fins a 5 m de gruix i més en alguns llocs.
L'àrea del Sivaix és un sistema d'aiguamolls d'importància internacional i un parc nacional d'Ucraïna. Les costes són baixes, de pendent molt suau, pantanoses i salades. A l'estiu, el nivell de l'aigua del Sivaix decreix significativament i posa de manifest sòls estèrils de tipus solonets anomenats sivaix pels habitants locals. Ucraïna ha designat en aquesta àrea dos aiguamolls d'importància internacional, a l'empara del Conveni de Ramsar i també una secció ha estat declarada parc nacional, el Parc Nacional d'Azov-Sivaix (Азо́во-Сива́ський націона́льний приро́дний парк, Azovo-Syvaskyi natsionalnyi pryrodnyi park) el 1993. Aquest parc natural comprèn àrees tant a l'óblast de Kherson com a l'àrea de Crimea, i també inclou una illa a l'Azov.
El sistema es divideix en dues sub-sistemes de llacunes o albuferes, el Sivaix occidental i el Sivaix oriental, connectades per l'estret de Txonhar (Чонгарський проток) i separades per la península de Txonhar (Чонгарський півострів):
- el Sivaix occidental, al districte o raion de Henítxesk (Гені́чеський райо́н, Henítxeskyi raion), óblast de Kherson (Херсонська область), 1.000 km² (46° 05′ N, 34° 15′ E / 46.083°N,34.250°E)
- el Sivaix oriental, als districtes o raions de Djankói (Джанко́йський райо́н, Djankoiskyi raion; Canköy rayonı), Nyjniohirskyi o Seyitler (Нижньогі́рський райо́н, Nyjniohirskyi raion; Seyitler rayonı), Sovietskyi o Itxkí (Совє́тський райо́н, Sovietskyi raion; İçki rayonı), Kírovske o Isliam Térek (Кі́ровський райо́н, Kírovskyi raion; İslâm Terek rayonı) i Lèninske o Yedi Quyu (Ле́нінський райо́н, Lèninskyi raion; Yedi Quyu rayonı), tots ells a la República Autònoma de Crimea, 2.200 km² (45° 40′ N, 35° 00′ E / 45.667°N,35.000°E)

## Història

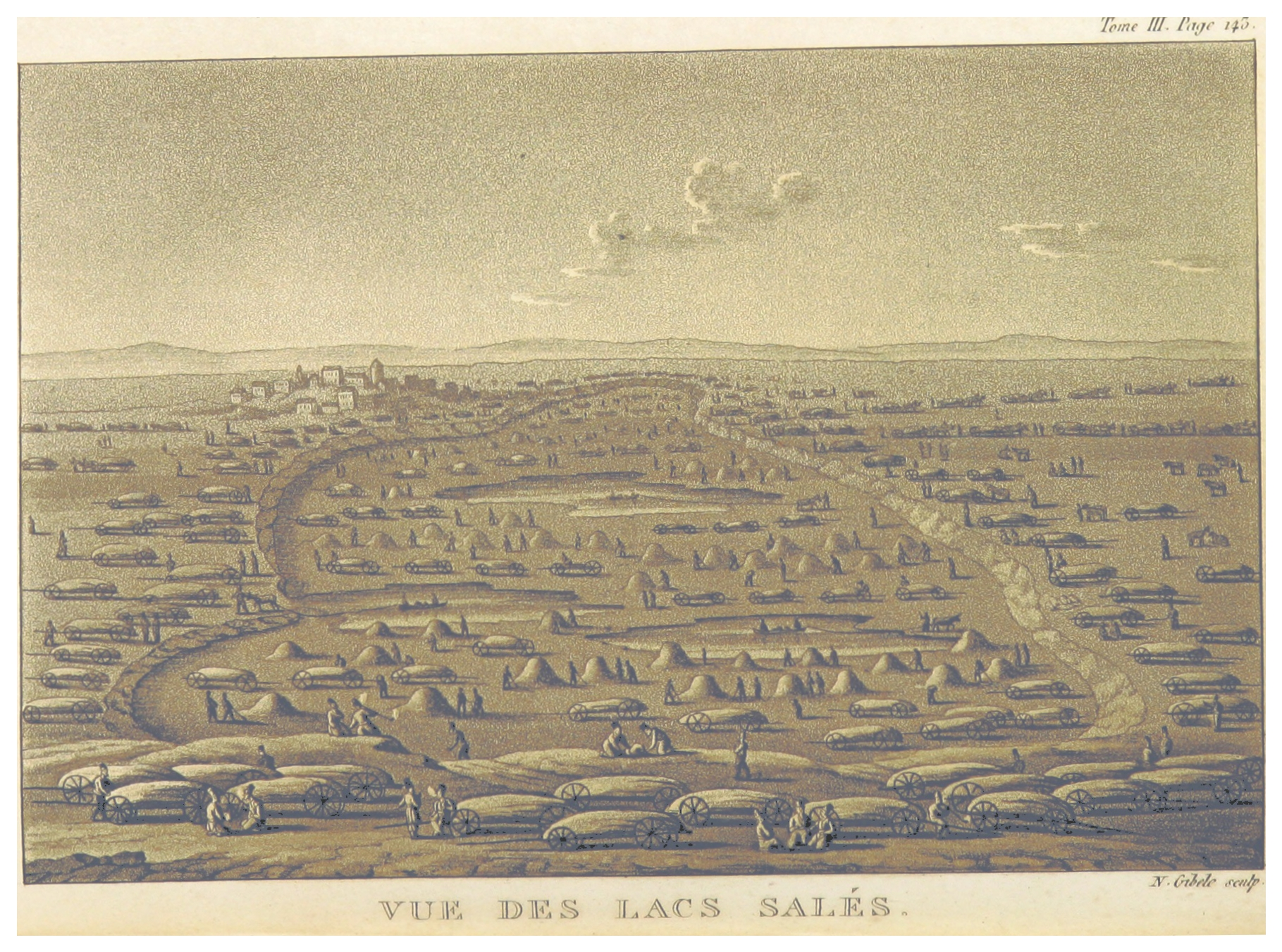
Salina (1820)

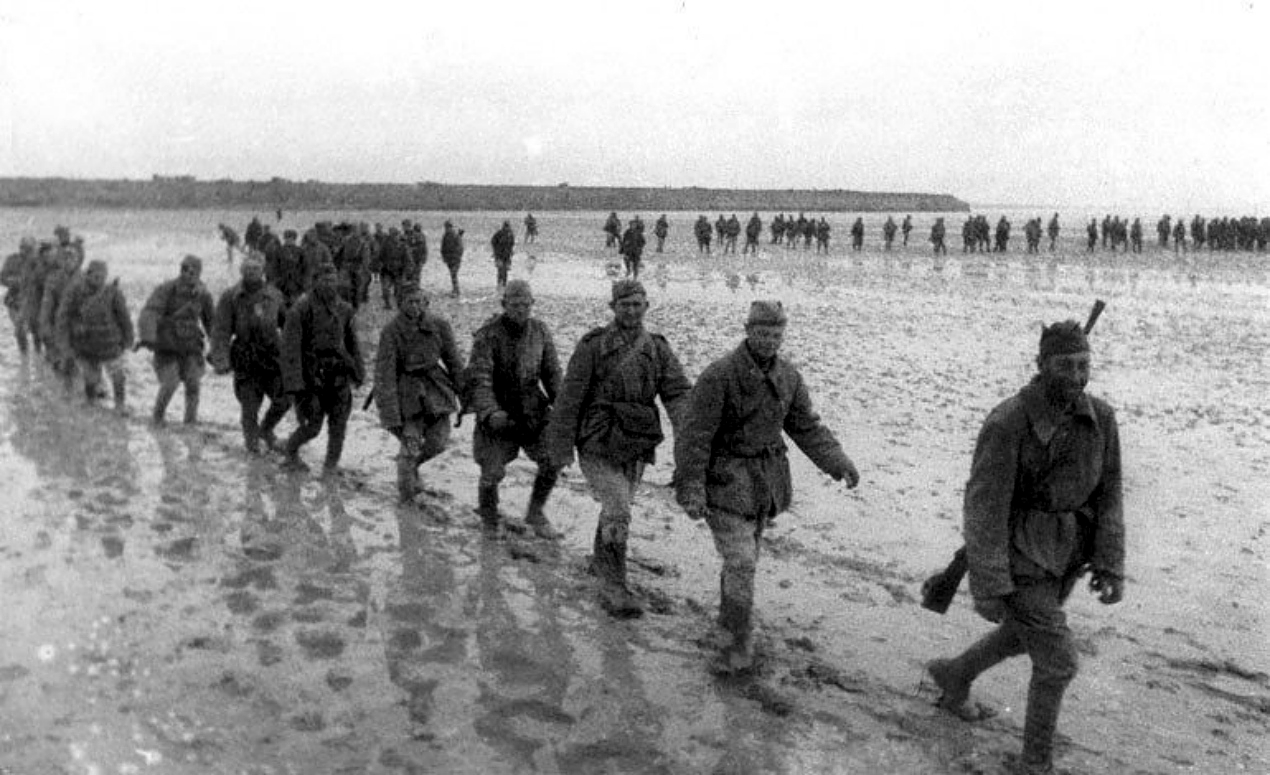
Soldats soviètics creuant el Sivaix el novembre de 1943

### Guerres
Durant la guerra civil russa, el Sivaix va ser creuat per l'Exèrcit Insurgent Revolucionari d'Ucraïna (Революційна повстанська армія України), liderat per l'anarquista Nèstor Makhnò (Не́стор Махно́), en aquell moment aliat de l'Exèrcit Roig, per lluitar contra les tropes monarquistes del general Vràngel ("els blancs") en un atac sorpresa. Va derrotar l'exèrcit dels blancs, però en tornar cap a la Ucraïna continental per l'istme de Perekop, va ser traït pels rojos (Exèrcit Roig) i la majoria de l'exèrcit makhnovià va ser aniquil·lat, tot i que el mateix Makhnò va poder escapar.
El Sivaix també va ser l'escenari de batalles durant la Segona Guerra Mundial.